# Kostel svatého Jiljí (Dvorce)
Kostel svatého Jiljí se nachází ve Dvorcích u Bruntálu. Postaven na místě původního dřevěného kostela v roce 1753–1755. Je kulturní památkou České republiky.

## Historie
Dvorce měly, dle písemných zpráv, faru už v roce 1339. Později byl přestavěn na zděný. V druhé polovině 16. století byla k němu přistavěna věž. V průběhu 16. století Dvorce byly luteránské. Od roku 1538 luteránství zaváděl luteránský farář Jan Taufer. V roce 1630 byl do Dvorců dosazen katolický farář, který zahájil rekatolizaci. V roce 1751 vyhořelo celé město včetně kostela. V letech 1753–1755 pod patronací knížete Václava Liechtenstein byl postaven nový kostel. Další požár poškodil kostel v roce 1834. Patronem opravy kostela byl kníže Jan Josef Liechtenstein a v roce 1858 byl znovu vysvěcen. V roce 1888 byla zvýšená o zvonové patro věž. V letech 2011–2012 byla provedena střechy věže, fasády, restaurovány a uvedeny do chodu věžní hodiny. Při opravě kostela v 2011–2012 byla sundána korouhev. Na korouhvi byla vyryta data oprav kostela 1698, 1826, 1837 a vyřezán datum 1755. Ve schránce v makovici byly archiválie z roku 1888. Na původní místo pak byla instalována replika korouhve a do makovice přidána schránka s dobovými dokumenty mincemi ap.

## Popis
Kostel sv. Jiljí je jednolodní klasicistní orientovaná stavba s půlkruhovým odsazeným kněžištěm. K jeho severní straně přiléhá sakristie s oratoří v patře. V kněžišti je zasazen kámen s letopočtem 1753. V ose západního průčelí je předsunutá hranolová věž z druhé poloviny 16. století. V roce 1888 byla věž zvýšená o zvonové patro v novogotickém slohu a byla vybavena hodinovým strojem. Hodiny byly vyrobeny firmou F. X. Schneidera z Bruntálu.

### Zvony
V roce 1837 byly odlity nové zvony Wolfgangem Stankem z Olomouce. V průběhu první světové války byly zvony rekvírovány pro vojenské účely. V roce 1925 byly zhotoveny nové zvony zvonařskou firmou Richard Herold z Chomutova.

### Interiér
Varhany z roku 1757 vyrobil Lobgesang z Andělské Hory o 14 rejstřících. V roce 1840 zhotovil nové varhany Franz Harbich z Brna, řezbářské práce provedli Antonín Sabinský z Budišova a Josef Jahn z Dvorců. V roce 1897 byl hlavní oltář přenesen do kaple sv. Kateřiny a byl nahrazen novým, který vyrobil Ferdinand Stufflesser. Tento oltář byl na počátku 21. století nahrazen oltářem z kostela sv. Jana Nepomuckého z kostela v Karlovci.